# Карл Гіршман
Карл Антон Вільгельм Хіршман (англ. Cornelis August Wilhelm Hirschman; 16 лютого 1877, Медан, Голландська Ост-Індія — 26 червня 1951, Амстердам, Нідерланди) — нідерландський банкір та футбольний функціонер. Віце-президент (1904—1906), генеральний секретар і скарбник (1906—1931) ФІФА. Виконував обов'язки Президента ФІФА (1918—1921). Відомий також як секретар-скарбник Національного Олімпійського комітету Нідерландів.

## Біографія
Карл Гіршман народився в місті Медан, Голландська Ост-Індія (нині — Індонезія) 16 лютого 1877 року. Будучи секретарем Футбольної федерації Нідерландів, 8 травня 1902 року звернувся до секретаря Футбольної Асоціації Англії Фредеріка Волла з пропозицією організувати єдину європейську футбольну організацію. Був активним учасником першого установчого Конгресу ФІФА 21-23 травня 1904 року, де його обрали першим віце-президентом ФІФА (разом з В. Е. Шнайдером).
На третьому Конгресі ФІФА (3-4 червня 1906 року) обраний генеральним секретарем цієї організації (історично другим після Луї Мулінгауса). До 1931 року беззмінно перебував на цій посаді. Після смерті Деніела Вулфолла виконував обов'язки Президента ФІФА (1918—1921) і почесного скарбника цієї організації, а також запропонував на пост Президента Жюля Ріме, який очолив ФІФА 1 березня 1921 року.
Гіршман був одним з ініціаторів створення НОК Нідерландів, і був обраний його першим секретарем і скарбником 11 вересня 1912 року. У 1913 році Футбольний союз Нідерландів став ініціатором надання статусу Олімпійського футбольного турніру 1916 року змагання, що проводиться під егідою ФІФА (турнір не відбувся через початок війни).
У 1931 році банк Гіршмана, де зберігалися гроші ФІФА і НОК, збанкрутував, і він подав у відставку.